# Alessandro Pistone
Alessandro Pistone (27 de julio de 1975) es un exfutbolista italiano, se desempeñaba en todas las posiciones de la defensa.

## Selección nacional
Ha sido internacional con la Selección de fútbol de Italia Sub-21.

## Clubes
| Club              | País       | Año         |
| ----------------- | ---------- | ----------- |
| Solbiatese AC     | Italia     | 1993 - 1994 |
| Crevalcore        | Italia     | 1994 - 1995 |
| Vicenza           | Italia     | 1995 - 1996 |
| FC Internazionale | Italia     | 1996 - 1997 |
| Newcastle United  | Inglaterra | 1997 - 1999 |
| Vicenza           | Italia     | 1999        |
| Newcastle United  | Inglaterra | 1999 - 2000 |
| Everton FC        | Inglaterra | 2000 - 2007 |
| RAEC Mons         | Bélgica    | 2007 - 2008 |